# Красавченко, Николай Прокофьевич
Никола́й Проко́фьевич Красавченко (16 декабря 1916, Фастовецкая, Кавказский отдел, Кубанская область — 26 мая 1993, Москва) — советский комсомольский работник, историк, кандидат исторических наук (1954), профессор (1976). Участник Великой Отечественной войны.

## Биография
Из семьи учителя младших классов.
В 1930 году окончил 8 классов Фастовецкой средней школы. В 1931—1933 годах учился в Тихорецком педагогическом техникуме. С июля 1933 по август 1934 года — секретарь, затем редактор многотиражной газеты политотдела Фастовецкой МТС Краснодарского края. В сентябре 1934 года по комсомольской путёвке направлен на учёбу в Коммунистический университет преподавателей общественных наук (КУПОН). С января 1935 года — студент исторического факультета Московского института истории, философии, литературы (МИФЛИ), который окончил с отличием в 1939 году.
В феврале — октябре 1939 года — заместитель заведующего отделом студенческой молодёжи Московского горкома (МГК) ВЛКСМ.
С октября 1939 по май 1940 года — заместитель заведующего отделом пропаганды МГК ВЛКСМ. В мае 1940 года избран секретарём МГК ВЛКСМ по пропаганде.
В июле 1941 года в числе 12 секретарей обкомов и райкомов ВЛКСМ направлен уполномоченным Государственного комитета обороны (ГКО) по строительству оборонительных рубежей на дальних подступах к Москве в Смоленскую область. Назначен комиссаром Вяземского укрепрайона (УР). В результате Вяземской операции оказался в окружении. Попал в плен, но вскоре бежал. Вместе с другими окруженцами и бежавшими военнопленными с боями прорывался на советскую территорию, был контужен.
Выйдя из окружения, продолжил работать в должности секретаря МГК ВЛКСМ и уполномоченного ГКО. Участвовал в организации строительства оборонительных рубежей на ближних подступах к Москве. Внёс заметный вклад в мобилизацию сил молодёжи и комсомольцев столицы. Был одним из организаторов Московского Комсомольского миномётного полка. Занимался подготовкой партизанских отрядов, диверсионных и подпольных групп, в том числе на случай захвата Москвы немцами. Эта работа продолжалась и после ликвидации непосредственной угрозы для столицы. В результате был создан Добровольческий Московский партизанский отряд, действовавший на территории Белоруссии.

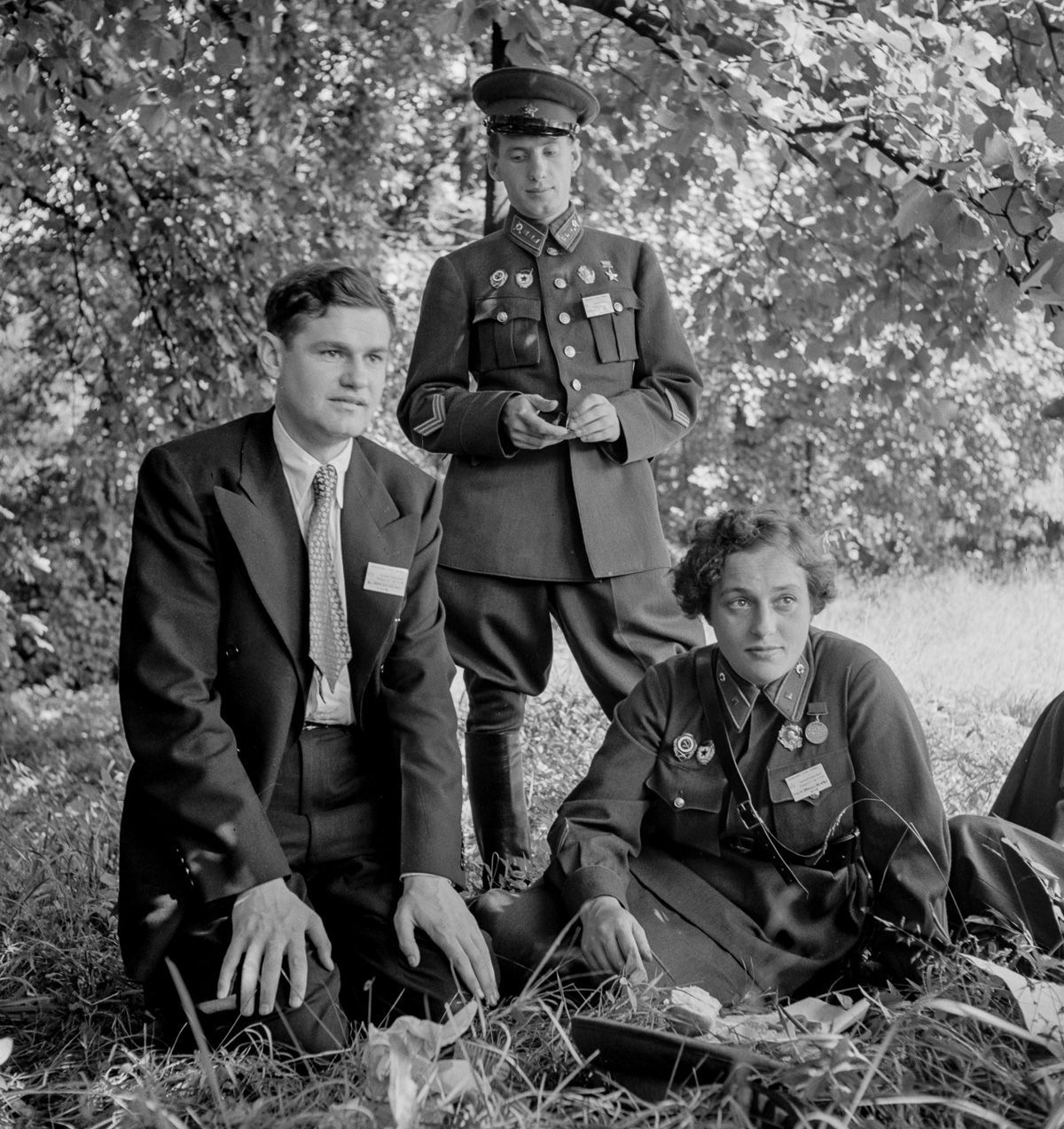
Николай Красавченко, Владимир Пчелинцев и Людмила Павличенко в Вашингтоне

В августе—октябре 1942 года руководил советской студенческой делегацией, членами которой были снайперы Герои Советского Союза Владимир Пчелинцев и Людмила Павличенко, на первой Международной антифашистской студенческой ассамблее в Вашингтоне. Избран вице-президентом исполкома Международного Союза студентов. Советская делегация побывала на приёме у президента США Ф. Рузвельта. По приглашению первой леди Э. Рузвельт члены советской делегации некоторое время жили в Белом доме. Элеонора Рузвельт организовала для советских представителей поездку по стране. Также советская делегация посетила Канаду.
В ноябре 1942 — январе 1943 года руководил советской студенческой делегацией, членами которой вновь были Владимир Пчелинцев и Людмила Павличенко, на Международной антифашистской молодёжной конференции в Лондоне. Избран вице-председателем Международного совета антифашистской молодёжи. Советской делегации была организована встреча с премьер-министром Великобритании У. Черчиллем и главой французского Сопротивления генералом Ш. де Голлем.
В США, Канаде и Великобритании Красавченко, Пчелинцев и Павличенко неоднократно выступали на митингах, по радио и на пресс-конференциях с призывом к немедленному открытию Второго фронта. Благодаря их усилиям была достигнута цель расположить общественное мнение в странах-союзниках СССР в пользу открытия Второго фронта.
С января 1943 по декабрь 1949 года — 1-й секретарь Московского обкома (МОК) и Московского горкома (МГК) ВЛКСМ. С июня 1945 по декабрь 1949 года — член Московского областного комитета ВКП(б), кандидат в члены бюро обкома.
В июне — июле 1946 года возглавлял делегацию советской молодёжи в Италии.
В 1947—1951 годах — депутат Верховного совета РСФСР и Моссовета.
С декабря 1949 по март 1950 года числился «в резерве горкома» ВКП (б).
В связи с «Московским делом» в мае 1950 года исключён из ВКП(б) Комиссией партийного контроля.
С июня 1950 по ноябрь 1953 года — аспирант исторического факультета Московского государственного университета на кафедре истории СССР (научный руководитель профессор П. А. Зайончковский).
В августе 1953 года решение об исключении Красавченко из партии было отменено, а он переведён в кандидаты в члены КПСС сроком на год. В октябре 1954 года его вновь приняли в КПСС. Позже запись о перерыве в партстаже была ликвидирована.
С декабря 1953 по сентябрь 1961 года — младший научный сотрудник, ассистент, старший преподаватель, доцент кафедры истории СССР периода капитализма на историческом факультете МГУ. В феврале 1954 года защитил кандидатскую диссертацию на тему «Экономическое положение и борьба рабочих-текстильщиков Владимирской губернии в 1880—1894 годах».
С сентября 1961 по сентябрь 1964 года — завкафедрой марксизма-ленинизма Всесоюзного государственного института кинематографии (ВГИК). С сентября 1964 по июль 1969 года — завкафедрой истории КПСС Московского авиационного технологического института (МАТИ).
С июля 1969 по февраль 1970 года — ректор педагогического института, исполняющий обязанности ректора Калмыцкого государственного университета. С февраля 1970 по декабрь 1976 года — ректор Калмыцкого государственного университета.
В 1971—1975 годах — депутат Верховного Совета Калмыцкой АССР. В 1971—1978 годах — член Калмыцкого обкома КПСС.
В декабре 1976 года отозван в Москву. В 1976—1986 годах — ректор Московского государственного историко-архивного института (МГИАИ). Во время работы в МГИАИ был членом президиума научно-технического совета по истории Минвуза СССР, членом Совета народных университетов РСФСР, член научного совета Главархива при Совмине СССР, членом редколлегии журнала «Советские архивы», вице-президентом общества «СССР — Колумбия». В 1987—1988 годах — профессор-консультант на кафедре истории СССР МГИАИ.
Жил в Москве на улице Грузинский Вал, 14. Похоронен на Троекуровском кладбище.

## Награды
- Орден Трудового Красного Знамени (февраль 1944)
- Медаль «Партизану Отечественной войны» 1-й степени (июль 1944)
- Медаль «За оборону Москвы» (июль 1944)
- Медаль «За победу над Германией в Великой Отечественной войне 1941—1945 гг.» (май 1945)
- Итальянская медаль «В память Освободительной войны» (13 июля 1946)
- Орден Ленина (сентябрь 1947)
- Орден Ленина (28 октября 1948)
- Юбилейная медаль «За доблестный труд. В ознаменование 100-летия со дня рождения Владимира Ильича Ленина» (1970)
- Медаль «За трудовое отличие» (1971)
- Почётный знак «За отличные успехи в области высшего образования СССР» (1971)
- Почётная грамота Президиума Верховного совета Калмыцкой АССР (1972)
- Орден Трудового Красного Знамени (март 1976)
- Почётное звание «Заслуженный деятель науки Калмыцкой АССР» (8 декабря 1976)
- Орден Дружбы народов (1981)
- Юбилейная медаль «Сорок лет Победы в Великой Отечественной войне 1941—1945 гг.» (1985)